# Rabea Al Laafi
Rabea Al Laafi (Trípoli, 23 de abril de 1991) é um futebolista líbio que atua como defensor.

## Carreira
Rabea Al Laafi representou o elenco da Seleção Líbia de Futebol no Campeonato Africano das Nações de 2012.